# John Gall
John Christopher Gall, född den 2 april 1978 i Stanford i Kalifornien, är en amerikansk före detta professionell basebollspelare som spelade tre säsonger i Major League Baseball (MLB) 2005–2007 och en säsong i KBO League 2006. Gall var leftfielder och förstabasman.
Gall tog brons för USA vid olympiska sommarspelen 2008 i Peking.

## Karriär

### College
Gall spelade för Stanford University 1997–2000. Han draftades av Cleveland Indians 1999 som 1 469:e spelare totalt, men valde att spela ett år till för Stanford.

### Major League Baseball

#### St. Louis Cardinals
Gall draftades för andra gången av St. Louis Cardinals 2000 som 323:e spelare totalt och redan samma år gjorde han proffsdebut i Cardinals farmarklubbssystem. Det dröjde dock till den 26 juli 2005 innan han debuterade i MLB. Den säsongen spelade han 22 matcher för Cardinals med ett slaggenomsnitt på 0,270, två homeruns och tio RBI:s (inslagna poäng). Han spelade dock mest för Cardinals högsta farmarklubb. Året efter blev det bara åtta matcher för Cardinals innan han släpptes i juli.

### KBO League

#### Lotte Giants
Sista delen av 2006 års säsong spelade Gall i sydkoreanska KBO League för Lotte Giants, där han på 43 matcher hade ett slaggenomsnitt på 0,243, inga homeruns och tio RBI:s.

### Major League Baseball igen

#### Florida Marlins
Inför 2007 års säsong skrev Gall på för Florida Marlins, men förutom tre matcher för Marlins tillbringade han hela säsongen i Marlins högsta farmarklubb. Där spelade han även hela 2008 års säsong, förutom när han var med i OS i Peking (se nedan).

#### Houston Astros
2009 försökte Gall ta en plats i Houston Astros, men fick nöja sig med spel i Astros högsta farmarklubb. Detta blev hans sista säsong som proffs.

### Internationellt
Gall tog brons för USA vid olympiska sommarspelen 2008 i Peking. Han deltog i åtta matcher och hade ett slaggenomsnitt på 0,242, en homerun och fem RBI:s.